# Nephi
Nephi is een plaats (city) in de Amerikaanse staat Utah, en valt bestuurlijk gezien onder Juab County.

## Demografie
Bij de volkstelling in 2000 werd het aantal inwoners vastgesteld op 4733.
In 2006 is het aantal inwoners door het United States Census Bureau geschat op 5207, een stijging van 474 (10,0%).

## Geografie
Volgens het United States Census Bureau beslaat de plaats een oppervlakte van
10,8 km², geheel bestaande uit land. Nephi ligt op ongeveer 1630 m boven zeeniveau.

## Plaatsen in de nabije omgeving
De onderstaande figuur toont nabijgelegen plaatsen in een straal van 28 km rond Nephi.